# Челябинский радиозавод
Челябинский радиозавод «Полёт» — предприятие радиотехнической промышленности России.
Представляет собой производственный комплекс по разработке и серийному производству наземного радиолокационного и радионавигационного оборудования для управления воздушным движением в гражданской авиации, воздушно-космических силах. Офис и производство располагается в Челябинске по улице Тернопольская, 6.
В 2004 году акционерное общество «Челябинский радиозавод „Полет“» был включён в состав ОАО «Концерн радиостроения „Вега“».
В настоящее время предприятие входит в холдинг  «Аэронавигационные и информационные системы».
Из-за вторжения России на Украину предприятие находится под санкциями всех стран Евросоюза, США и некоторых других стран.

## История предприятия
Строительство завода было начато в январе 1949 года.
Датой основания завода принято считать 31 декабря 1952 года — день, когда было собрано первое изделие «Сирень». Этот маркерный радиомаяк МРМ-48 использовался для отметки фиксированных точек на местности при заходе на посадку и снижении самолета.
В 1954 году начался выпуск радиотехнических изделий и структурных частей аэродромных комплексов и пеленгаторов. В том же году была произведена радиотехническая система навигации, благодаря которой обеспечивается высокая точность определения места расположения объектов на земле и на борту.
1960 год ознаменовался выпуском курсоглиссадных систем посадки, а также первого обзорного радиолокатора.
В 1961 году начали изготавливаться комплексы аппаратуры передачи данных по кабельным, телефонным и спутниковым каналам.
В 1967 году завод выпустил радиомаяк ближней навигации и радиотехническую аппаратуру управления корабельными системами.
В конце 1970-х годов был освоен выпуск морского навигационно-посадочного комплекса.
В середине 1980-х годов завод изготовил навигационно-посадочный комплекс, обеспечивший автоматизированную посадку космического корабля многоразового использования «Буран».
В 2013 году были сертифицированы радиомаяк азимутальный формата VOR РМА-2010, радиомаяк дальномерный навигационный формата DME РМД-2010, радиомаяк дальномерный посадочный формата DME РМД-П-2010.
В 2015 году ЧРЗ «Полёт» получил сертификаты на аэродромные обзорные радиолокаторы АОРЛ-1А, АОРЛ-1АМ, АОРЛ-1АС.
В 2018 году был сертифицирован аэродромный комплекс СП-2010 для посадки самолётов в сложных метеоусловиях, разработанный совместно специалистами радиозавода и научным коллективом Южно-Уральского Государственного университета (ЮУрГУ).
На характеристики излучающего сигнала использованных в комплексе резонаторных антенн не влияют такие погодные факторы, как влага, осадки, обледенение. Сокращению эксплуатационных расходов способствует тот факт, что комплекс не требует уборки снега перед антеннами радиомаяка в зимний период.

## Продукция
Аэродромные радиолокаторы, радионавигационные маяки, посадочные системы АО "ЧРЗ «Полет» отвечают требованиям российских и международных стандартов. Эта техника позволяет значительно повысить надёжность управления воздушным движением и снизить эксплуатационные расходы аэродромных служб радиотехнического обеспечения полетов.

## Качество продукции
На АО «ЧРЗ „Полёт“» внедрена, задокументирована и сертифицирована система менеджмента качества. В 2010 году предприятие получило сертификат соответствия СМК ГОСТ Р ISO 9001-2015, система разработки и постановки на производство военной техники (ГОСТ РВ 15.002-2012).